# Pierre Gilles
Pierre Gilles (latinisiert Petrus Gillius oder Gyllius; * 30. Juni 1490 in Albi; † 5. Januar 1555 in Rom) war ein französischer Humanist, Forschungsreisender, Naturwissenschaftler und Übersetzer.

Im Auftrag des französischen Königs Franz I., der enge Beziehungen zum osmanischen Reich pflegte, begab er sich 1544–45 und 1546 nach Konstantinopel, um antike Handschriften für dessen Bibliothek zusammenzutragen. Gilles ist der Autor der Bücher De topographia Constantinopoleos und De Bosphoro Thracico, die 1561 postum von einem Neffen veröffentlicht wurden. Gilles beschreibt als Augenzeugenschaft zahlreiche Monumente in der einstmaligen byzantinischen Hauptstadt, die heute nicht mehr erhalten sind. Nachdem er als Protegé Kardinal George d’Armagnac (1501–1585) nach Rom gefolgt war, verstarb er dort 65-jährig an den Folgen einer Malariaerkrankung.

## Schriften (Auswahl)
- Ex Aeliani historia per Petrum Gyllium latini facti, itemque ex Porphyrio, Heliodoro, Oppiano: Tum eodem Gyllio luculentis accessionibus aucti libri XVI. De ui & natura animalium. Eiusdem Gyllij liber unus, de gallicis & latinis nominibus piscium. Sébastien Gryphe, Lyon 1533 (Digitalisat).
- De topographia Constantinopoleos et de illius antiquitatibus libri IV. Giulielmus Rovillius, Lyon 1561 (Digitalisat).
- De Bosporo Thracio, libri III. Giulielmus Rovillius, Lyon 1561 (Digitalisat).

## Ausgaben
- Kimberly Byrd (Hrsg.): Pierre Gilles’ Constantinople. Latin Text of Petri Gyllii De topographia Constantinopoleos, et de illius antiquitatibus libri quatuor, 1561. Italica Press, New York 2007, ISBN 978-1-59910-123-1